# الاشتراكية في إيطاليا
الاشتراكية في إيطاليا، هي حركة سياسية نشأت وتطورت في حقبة الثورة الصناعية على مدار 120 عامًا، وبلغت ذروتها في ثورات العام 1848 (الربيع الأوروبي). سرّع اندلاع الحرب العالمية الأولى في تأجيج التفاوت الاقتصادي، الأمر الذي أسهم في اتساع فجوة الثراء. يُنظر إلى هذا باعتباره من أهم العناصر التي أدت إلى ظهور الاشتراكية الإيطالية.
أدت الحركة الاشتراكية أدورًا بارزة في صياغة هوية إيطاليا. يُعتبر الحزب الاشتراكي الإيطالي واحدًا من أوائل المنظمات الديمقراطية المعاصرة في إيطاليا. انطلاقًا من كونه حزبًا سياسيًا رئيسيًا في إيطاليا في القرن العشرين، فقد ترك الحزب الاشتراكي الإيطالي بصمةً عميقة في عملية التنمية في إيطاليا، وأسهم في دفع العملية الديمقراطية قُدمًا على المستوى الوطني.

## تاريخ
نظرًا للصعوبات الاقتصادية والاجتماعية التي صاحبت مطلع القرن العشرين، تلقى قطاع عريض من الطبقة العاملة الإيطالية الأفكار الاشتراكية بترحاب في ذلك الوقت. أُنشئت أنظمة صناعية وطنية لرفع مستوى الوعي بوجود المشاكل في عدة مجالات، مثل الهوة بين الفقراء والأغنياء، والبطالة المستشرية، والتلوث البيئي. اتُّخذت في إيطاليا إجراءات لوضع حد للآثار السلبية التي خلّفتها الثورة الصناعية. بالمقارنة مع غيرها من البلدان الأوروبية، فقد انتشرت أفكار الاشتراكية الإيطالية ضمن الظروف المواتية للشعب الإيطالي المُفقَر والكادح، وهو ما سهّل انخراطه في موجة الاشتراكية، وفهمها، وتقبّل جوهرها الأساسي.

### فترة بينيو روسو
تُطلق على الفترة الممتدة بين عامي 1919 و1920 تسمية بينيو روسو. تركت الحرب العالمية الأولى أثرًا بليغًا في الاشتراكية الإيطالية والأوروبية عمومًا، ودبّت العديد من الخلافات ضمن تيار الاشتراكية الإيطالية آنذاك. خلال تلك الفترة، وقعت خلافات شديدة بين الأجنحة الإصلاحية والأجنحة الشيوعية داخل الحزب الاشتراكي الإيطالي. بحلول أواخر العام 1920، كانت الانقسامات قد ترسخت في الحركة الاشتراكية الإيطالية بين الثوريين والإصلاحيين. من ناحية رسمية، تبنى الحزب الاشتراكي الإيطالي مواقف حيادية وتمسك بسياسته الشهيرة «لا تأييد ولا إفشال».
رغم ذلك، انقسم الحزب الاشتراكي الإيطالي إلى ثلاث مجموعات تتبنى مواقف سياسية متباينة: الإصلاحيون، والشيوعيون، والمتطرفون الاشتراكيون. طوال فترة العامين 1918-1919، ازدادت اضطرابات الطبقة العاملة في إيطاليا بشكل مضطرد. نظرًا لتأثير الثورة الشيوعية في روسيا وتأسيس الكومنتيرن، لم يكن العمال الإيطاليون يثقون بممثليهم السياسيين وأرادوا تأسيس نقابة لتمثيل أنفسهم بأنفسهم. على نطاق عام اعتُبر هذا التوجه دليلًا على صعود قوة الجماهير وألهم النزعة نحو الراديكالية.

### إضراب الفلاحين
من أحد أهم الأحداث في تاريخ الحركة الاشتراكية في إيطاليا هو إضراب الفلاحين في جنوب إيطاليا. شكّل الفلاحون اتحادًا للدفاع ضد قوات الحكومة، وللمناداة بحقوقهم. هاجم الاتحاد جميع الإشارات والرموز الحكومية. أراد الفلاحون التعبير عن تظلّماتهم، ولهذا التفتوا ناحية اشتراكيي «الدولة» وقادة الحركة العمالية ليدعموا ويقنّنوا حصولهم على معاملة عادلة ومتكافئة. على أي حال، كان ثمة رجل يُدعى سبريانو وله رأي مخالف أفاد بأنه على الاتحاد والنقابات أن تعقد المفاوضات مع الحكومة مباشرة لحل الخلافات بطريقة سلمية وقانونية.
اعتُبر ذلك الإضراب حركة هامة كونه أتاح للمواطنين إدراك مجالات التأثير المباشر، ومثل بداية الصراع في سبيل الحصول على سلطة جماعية. عُمد إلى تضخيم إمكانية وقوع أعمال عنف في هذه المرحلة، وقُوبل احتمال قيام عصيان مسلح في أرجاء إيطاليا بتأييد جماهيري في جميع البلدان الأوروبية الغربية.
الاشتراكية في إيطاليا

### التنمية
منذ الحرب العالمية الأولى، تغير المشهد السياسي والديني إلى حد بعيد. بعد انقضاء تجارب الحركات السياسية السابقة، بدأ الاشتراكيون يُولون اهتمامًا أكبر للأنواع المختلفة من التجارب والتجليات الراديكالية. عبر التثقيف والتجريب المستمر، سعى الاشتراكيون إلى تأسيس عدد أكبر من البرامج الإصلاحية أو التحريض على الثورات، بإجراءات مباشرة أو غير مباشرة. من المسلّم به على نطاق واسع في أوساط الدارسين للاشتراكية أنه ثمة ضرورة كبرى لحركات اشتراكية قوية ومستقلة. علاوة على ذلك، أثبت العنف والأساليب الثورية جدواهما.
بالاشتراك مع السكان المحليين، بذل الاشتراكيون أعظم الجهود لتأسيس منظمات سياسية في أرجاء البلاد التي كانت في أمس الحاجة إليها في مراحل التنمية المبكرة. عبر جهود صبورة ودؤوبة، حظي الاشتراكيون بتأييد غالبية العمال الصناعيين وتركزت أعرض قاعدة دعم لهم في المناطق الصناعية.
بعد فترة طويلة من التنمية والتطوير، بقيت عدة صعوبات طال أمدها في الظروف الاجتماعية السيئة منذ الحرب العالمية الثانية. في غضون ذلك، ثبتت خطورة الأزمات الاجتماعية التي سببها ظهور الرأسمالية. وهكذا فعند مواجهتهم لتلك الصعوبات المستعصية على الحل، بالكاد استطاع اشتراكيو إيطاليا إيجاد حلول قصيرة المدى في المجتمع المعاصر. مع ذلك، كان الاشتراكيون على قناعة أنه بتبني سياسة صبورة ومساعٍ دؤوبة، فسيتمكنون من البدء بمعالجة بعض تلك الصعاب.

## الأحزاب السياسية
انقسمت الاشتراكية الإيطالية إلى حزبين رئيسين: الحزب الاشتراكي الإيطالي، بقيادة بيترو نيني، والحزب الديمقراطي الاشتراكي الإيطالي، بقيادة جوسيبي ساراغات. واجه كلّ منهما سلسلة من الأزمات التي عصفت بالاشتراكية الديمقراطية، وخصوصًا في ظل غياب حركة اشتراكية قوية ومستقلة بعد الحرب العالمية الثانية.

### الحزب الاشتراكي الإيطالي
تأسس الحزب الاشتراكي الإيطالي، المعروف أيضًا باسم حزب العمال الإيطالي، في مدينة جنوا في العام 1892. قُدّم إلى العالم باسم الحزب الاشتراكي الإيطالي في العام 1893. فيما بعد، في العام 1988، تبنى الحزب تسمية «الاشتراكيون الديمقراطيون الإيطاليون»، وفي العام 1994 تسمية «الاشتراكيون الإيطاليون». باعتباره منظمة ديمقراطية حديثة، لجأ الحزب الاشتراكي الإيطالي إلى توظيف أساليب متنوعة، مثل النقابات العمالية، والحلقات الاشتراكية، والمنظمات التعاونية لتوسيع دائرة تأثيره الوطني. رغم ذلك، واجه الحزب الاشتراكي الإيطالي بسبب عباراته السياسية غير الملائمة. خالف المؤتمر العالمي الثالث للأممية الشيوعية والمؤتمر العالمي للعمال الاشتراكيين الإصلاحيين خالفا هيكل معتقدات الحزب الاشتراكي الإيطالي وهو ما حرمه من الحصول على الدعم المالي الذي كان بأمس الحاجة إليه.
من العام 1900 حتى 1920، اصطرع الجناح اليساري المتطرف للحزب مع الجناح الإصلاحي (بزعامة فيليبو توراتي) على قيادة الحزب. وقعت أخطر الصراعات بين الاشتراكيين الإصلاحيين والثوريين في فترة بينيو روسو (1919-1920). على كل حال، ففي العام 1934، تحالف الحزب الاشتراكي الإيطالي مع الشيوعيين، وتعاون شيئًا فشيئًا مع المحافظين، والإصلاحيين، والثوريين، والنقابيين.
في العام 1983، أدى بيتينو كراكسي دورًا بارزًا في تاريخ الاشتراكية الإيطالية. عملت حكومته الأولى (1983-1986) بنشاط في المشهد السياسي لوقت طويل، وتعاون مع الحزب الاشتراكي الإيطالي لإضفاء الاستقرار على الوضع السياسي في البلاد. قبل حلول تسعينيات القرن العشرين، أقام الحزب الاشتراكي الإيطالي علاقات طويلة مع حكومات تحالف الوسط. بالرغم من ذلك، ففي انتخابات العام 1994 وبسبب العديد من الفضائح المتعلقة بالفساد السياسي والاقتصادي، خسر الحزب الاشتراكي الإيطالي موقعه المهيمن في الحكومة وأصبح حزب أقلية.

### الحزب الاشتراكي الإيطالي الحديث
تأسس الحزب الاشتراكي الإيطالي الحديث في 2007–2008، بعد اندماج الأحزاب والجمعيات السياسية التالية: الاشتراكيون الديمقراطيون الإيطاليون، والحزب الاشتراكي الإيطالي الجديد، والاشتراكيون الإيطاليون، والديمقراطية والاشتراكية. في أكتوبر من العام 2009، غُيّر اسم الحزب إلى الحزب الاشتراكي. باعتباره حزبًا سياسيًا اشتراكيًا ديمقراطيًا في إيطاليا، كان الحزب الاشتراكي الحديث فاعلًا في الأنشطة السياسية الإيطالية لوقت طويل. في الانتخابات الإيطالية المحلية للعام 2012، حصل الحزب على تأييد نسبة 14.4% من الناخبين. ورغم ذلك، ففي الانتخابات العامة في العام 2008، عندما اشترك زعيم الحزب الاشتراكي الإيطالي الحديث في الاقتراع على اختيار رئيس الوزراء، حصل الحزب على نسبة أقل من 1% من الأصوات، ولم يحصل على مقاعد في البرلمان الإيطالي.